# Operophtera phryganea
Operophtera phryganea là một loài bướm đêm trong họ Geometridae.